# Atizapán

Municipalité du Atizapán.

Atizapán (mot d'origine nahuatl) est l'une de 125 municipalités de l'État de Mexico au Mexique. Atizapán confine au nord à Mexicaltzingo, à l'ouest à Rayón, au sud à Joquicingo et à l'est à Tianguistenco. Son chef-lieu est Santa Cruz Atizapán qui compte 15 000 habitants.